# Catetinho
Il Catetinho è stata la prima residenza ufficiale del presidente brasiliano Juscelino Kubitschek nel nuovo distretto federale al momento della costruzione della nuova capitale del paese, Brasilia. Si trova nei pressi dell'autostrada BR-040.
È stato progettato da Oscar Niemeyer e costruito in soli 10 giorni nel novembre 1956 come residenza provvisoria del presidente della repubblica. È un edificio semplice, conosciuto come il Palazzo di Tavole (in portoghese Palácio de Tábuas).

## Storia
Il nome richiama quello del palazzo presidenziale dell'epoca, il Catete, modificato con il diminutivo date le sue dimensioni ridotte.
Fu progettato senza comfort o onori ufficiali, per fare in modo che il presidente non si allontanasse dagli operai, che vivevano nelle vicine baracche e in tende. Ancora oggi i visitatori possono vedere alcuni monolocali, come quello presidenziale, la sala delle discussioni, i locali dei membri del governo, la stanza degli ospiti e, al pian terreno, la mensa.
Il Catetinho è stato protetto come bene culturale dall'allora Serviço do Patrimônio Histórico e Artístico Nacional, attuale Instituto do Patrimônio Histórico e Artístico Nacional, nel 1959.